# Marco Carraro
Marco Carraro (Dolo, 9 gennaio 1998) è un calciatore italiano, centrocampista del Vicenza.

## Caratteristiche tecniche
Regista, di piede mancino, dotato fisicamente, in possesso di un'ottima visione di gioco, è abile nei calci da fermo e nella fase difensiva della manovra. Per le sue caratteristiche è stato paragonato a Marco Verratti, anche se lo stesso Carraro ha dichiarato di ispirarsi ad Andrea Pirlo.

## Carriera

### Club

#### Gli inizi
Cresciuto nel settore giovanile del Padova, in cui ha militato per cinque stagioni, nel 2014 passa all'Inter, con cui vince una Coppa Italia e un Campionato Primavera. Il 4 luglio 2017 si trasferisce in prestito con diritto di riscatto e contro opzione al Pescara, insieme con Andrea Palazzi. Particolarmente apprezzato da Zdeněk Zeman, dopo l'esonero del tecnico ceco trova meno spazio, concludendo comunque la stagione con 24 presenze totali.

#### Atalanta e vari prestiti
Il 30 giugno 2018 viene acquistato dall'Atalanta, che il 23 luglio lo cede a titolo temporaneo al Foggia. Rientrato al club bergamasco, il 24 gennaio 2019 si trasferisce in prestito al Perugia. Il 15 luglio il prestito viene confermato per un'altra stagione.
Il 5 ottobre 2020 si trasferisce in prestito al Frosinone.
Il 18 agosto 2021 viene ceduto in prestito al Cosenza.
Il 1º settembre 2022 viene ceduto in prestito con obbligo di riscatto, al verificarsi di determinate condizioni, al Crotone. Al termine del prestito le condizioni necessarie per far scattare l'obbligo di riscatto non si sono verificate, tornando così all'Atalanta.

#### SPAL e Vicenza
Il 1º agosto 2023, viene ceduto a titolo definitivo alla SPAL, in Serie C.
Il 25 luglio 2024, passa a titolo definitivo al Vicenza, sempre nella stessa serie.

### Nazionale
Compie tutta la trafila delle nazionali giovanili italiane, giocando alcune partite con la nazionale Under-15, una gara con l'Under-16 e anche due presenze nell'Under-20 italiana.
Nell'agosto del 2019 viene convocato per il nuovo ciclo della nazionale Under-21, dal neo CT Paolo Nicolato. Fa il suo esordio il 6 settembre successivo, giocando come titolare nell'amichevole vinta 4-0 contro la Moldavia a Catania.

## Statistiche

### Presenze e reti nei club
Statistiche aggiornate al 28 maggio 2025.
| Stagione        | Squadra         | Campionato      | Campionato | Campionato | Coppe nazionali | Coppe nazionali | Coppe nazionali | Coppe continentali | Coppe continentali | Coppe continentali | Altre coppe | Altre coppe | Altre coppe | Totale | Totale |
| Stagione        | Squadra         | Comp            | Pres       | Reti       | Comp            | Pres            | Reti            | Comp               | Pres               | Reti               | Comp        | Pres        | Reti        | Pres   | Reti   |
| --------------- | --------------- | --------------- | ---------- | ---------- | --------------- | --------------- | --------------- | ------------------ | ------------------ | ------------------ | ----------- | ----------- | ----------- | ------ | ------ |
| 2017-2018       | Pescara         | B               | 22         | 0          | CI              | 2               | 0               | -                  | -                  | -                  | -           | -           | -           | 24     | 0      |
| 2018-gen. 2019  | Foggia          | B               | 14         | 0          | CI              | 1               | 0               | -                  | -                  | -                  | -           | -           | -           | 15     | 0      |
| gen.-giu. 2019  | Perugia         | B               | 11+1       | 1          | CI              | 0               | 0               | -                  | -                  | -                  | -           | -           | -           | 12     | 1      |
| 2019-2020       | Perugia         | B               | 34+2       | 0          | CI              | 4               | 0               | -                  | -                  | -                  | -           | -           | -           | 40     | 0      |
| Totale Perugia  | Totale Perugia  | Totale Perugia  | 45+3       | 1          |                 | 4               | 0               |                    | -                  | -                  |             | -           | -           | 52     | 1      |
| 2020-2021       | Frosinone       | B               | 21         | 0          | CI              | -               | -               | -                  | -                  | -                  | -           | -           | -           | 21     | 0      |
| 2021-2022       | Cosenza         | B               | 35+1       | 2          | CI              | 0               | 0               | -                  | -                  | -                  | -           | -           | -           | 36     | 2      |
| 2022-2023       | Crotone         | C               | 24+2       | 1          | CI-C            | 1               | 0               | -                  | -                  | -                  | -           | -           | -           | 27     | 1      |
| 2023-2024       | SPAL            | C               | 27         | 0          | CI-C            | 1               | 0               | -                  | -                  | -                  | -           | -           | -           | 28     | 0      |
| 2024-2025       | Vicenza         | C               | 26+4       | 3          | CI-C            | 2               | 0               | -                  | -                  | -                  | -           | -           | -           | 32     | 3      |
| Totale carriera | Totale carriera | Totale carriera | 215        | 4          |                 | 11              | 0               |                    | -                  | -                  |             | -           | -           | 226    | 4      |

### Cronologia presenze e reti in nazionale
| Cronologia completa delle presenze e delle reti in nazionale ― Italia under 21 | Cronologia completa delle presenze e delle reti in nazionale ― Italia under 21 | Cronologia completa delle presenze e delle reti in nazionale ― Italia under 21 | Cronologia completa delle presenze e delle reti in nazionale ― Italia under 21 | Cronologia completa delle presenze e delle reti in nazionale ― Italia under 21 | Cronologia completa delle presenze e delle reti in nazionale ― Italia under 21 | Cronologia completa delle presenze e delle reti in nazionale ― Italia under 21 | Cronologia completa delle presenze e delle reti in nazionale ― Italia under 21 |
| Data                                                                           | Città                                                                          | In casa                                                                        | Risultato                                                                      | Ospiti                                                                         | Competizione                                                                   | Reti                                                                           | Note                                                                           |
| ------------------------------------------------------------------------------ | ------------------------------------------------------------------------------ | ------------------------------------------------------------------------------ | ------------------------------------------------------------------------------ | ------------------------------------------------------------------------------ | ------------------------------------------------------------------------------ | ------------------------------------------------------------------------------ | ------------------------------------------------------------------------------ |
| 6-9-2019                                                                       | Catania                                                                        | Italia under 21                                                                | 4 – 0                                                                          | Moldavia under 21                                                              | Amichevole                                                                     | -                                                                              |                                                                                |
| 10-9-2019                                                                      | Castel di Sangro                                                               | Italia under 21                                                                | 5 – 0                                                                          | Lussemburgo under 21                                                           | Qual. Europeo Under-21 2021                                                    | -                                                                              |                                                                                |
| 10-10-2019                                                                     | Dublino                                                                        | Irlanda under 21                                                               | 0 – 0                                                                          | Italia under 21                                                                | Qual. Europeo Under-21 2021                                                    | -                                                                              | 68’                                                                            |
| 14-10-2019                                                                     | Erevan                                                                         | Armenia under 21                                                               | 0 – 1                                                                          | Italia under 21                                                                | Qual. Europeo Under-21 2021                                                    | -                                                                              | 86’                                                                            |
| 16-11-2019                                                                     | Ferrara                                                                        | Italia under 21                                                                | 3 – 0                                                                          | Islanda under 21                                                               | Qual. Europeo Under-21 2021                                                    | -                                                                              | 90+3’                                                                          |
| 19-11-2019                                                                     | Catania                                                                        | Italia under 21                                                                | 6 – 0                                                                          | Armenia under 21                                                               | Qual. Europeo Under-21 2021                                                    | -                                                                              |                                                                                |
| 3-9-2020                                                                       | Lignano Sabbiadoro                                                             | Italia under 21                                                                | 2 – 1                                                                          | Slovenia under 21                                                              | Amichevole                                                                     | -                                                                              | 82’                                                                            |
| 8-9-2020                                                                       | Kalmar                                                                         | Svezia under 21                                                                | 3 – 0                                                                          | Italia under 21                                                                | Qual. Europeo Under-21 2021                                                    | -                                                                              | 87’                                                                            |
| Totale                                                                         |                                                                                | Presenze                                                                       | 8                                                                              |                                                                                | Reti                                                                           | 0                                                                              |                                                                                |

## Palmarès

### Club

#### Competizioni giovanili
- Coppa Italia Primavera: 1

Inter: 2015-2016
- Campionato Primavera: 1

Inter: 2016-2017